# Hilda Gobbi
Dans le nom hongrois Gobbi Hilda, le nom de famille précède le prénom, mais cet article utilise l’ordre habituel en français Hilda Gobbi, où le prénom précède le nom.
Pour les articles homonymes, voir Gobbi.
Hilda Gobbi est une actrice hongroise, née à 6 juin 1913 à Budapest où elle est morte le 13 juillet 1988.
Elle est surtout connue pour ses rôles de femmes âgées. Membre de la résistance hongroise pendant la Seconde Guerre mondiale, elle contribua aussi à des œuvres caritatives, comme une maison de retraite pour acteurs.

## Biographie

### Enfance
Hilda Emília Gizella Gobbi  naît le 6 juin 1913 à Budapest, alors dans l’Empire austro-hongrois. Sa mère, Margit Schneckenburger, était née allemande quand son père était d’origine italienne. Son grand-père Alois Gobbi (en) avait été un violoniste réputé qui devint ensuite chef d’orchestre au conservatoire national. Sa famille connaissait un train de vie confortable avant que les dépenses de son père (son goût du jeu et des femmes) ne l’appauvrissent : pendant un temps, ses parents se séparèrent et Hilda et sa mère furent sans domicile.
Elle étudia à l'université catholique Péter-Pázmány, travaillant dans son jardin botanique, et y gagnant assez d’argent pour se voir accorder des prêts et s’inscrire au conservatoire d’art dramatique de 1932 à 1935.

### Carrière
Pour compléter son cursus, Hilda Gobbi se fit embaucher par le théâtre national de Hongrie en 1936 et commença à tourner ses premiers films.
Durant l’Occupation, elle aida son père qui fabriquait de faux papiers en les distribuant, et resta membre du Parti communiste hongrois jusqu’en 1956, date de l’insurrection de Budapest. Si elle abandonna ensuite la politique, elle n’abandonna pas ses activités sociales, comme par exemple en soutenant des maisons de retraite pour acteurs. Elle racheta aussi la maison de Gizi Bajor pour en faire un musée, car celle-ci lui avait servi de mentor durant ses premières années, et l’avait aidée même symboliquement, lui donnant par exemple une paire de chaussures.
En 1959, elle quitta le théâtre national pour le théâtre József Attila, ne faisant aucun mystère de son homosexualité à une époque où elle était considérée comme une maladie mentale. Elle vécut avec Hédi Temessy durant les années 1950 et 1960, puis avec Erzsébet Galgóczi.
En 1971, elle revint au théâtre national où elle resta jusqu’en 1982.

## Galerie

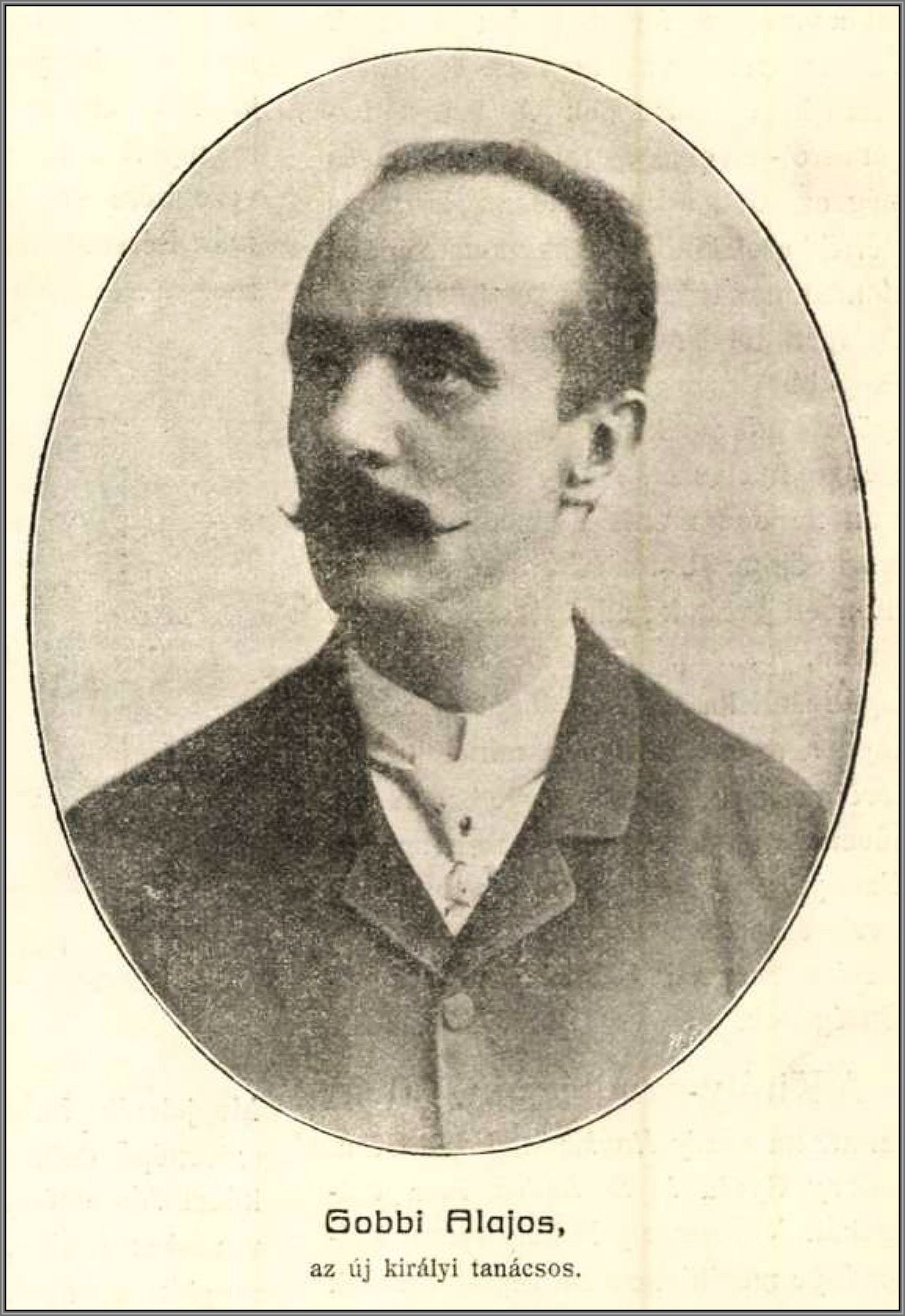
Le grand-père de Hilda , Alois Gobbi (en)
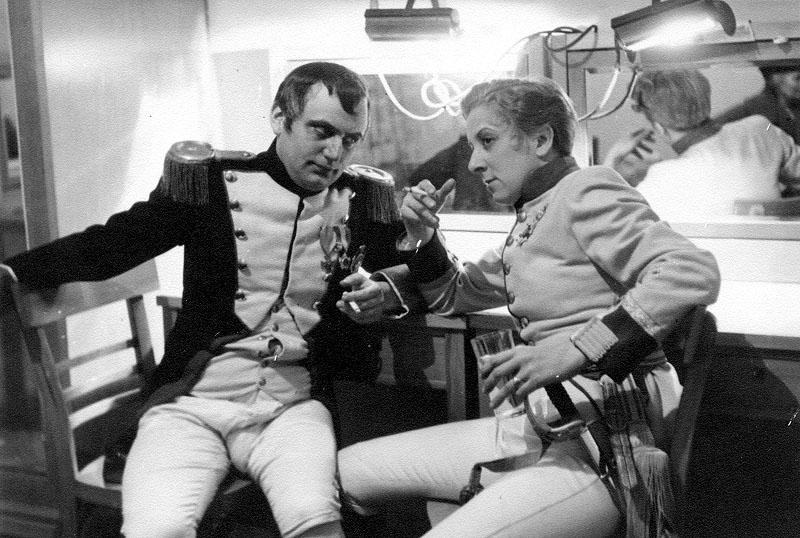
En 1942 avec Imre Apáthi (eo) dans une mise en scène de L'Aiglon d'Edmond Rostand
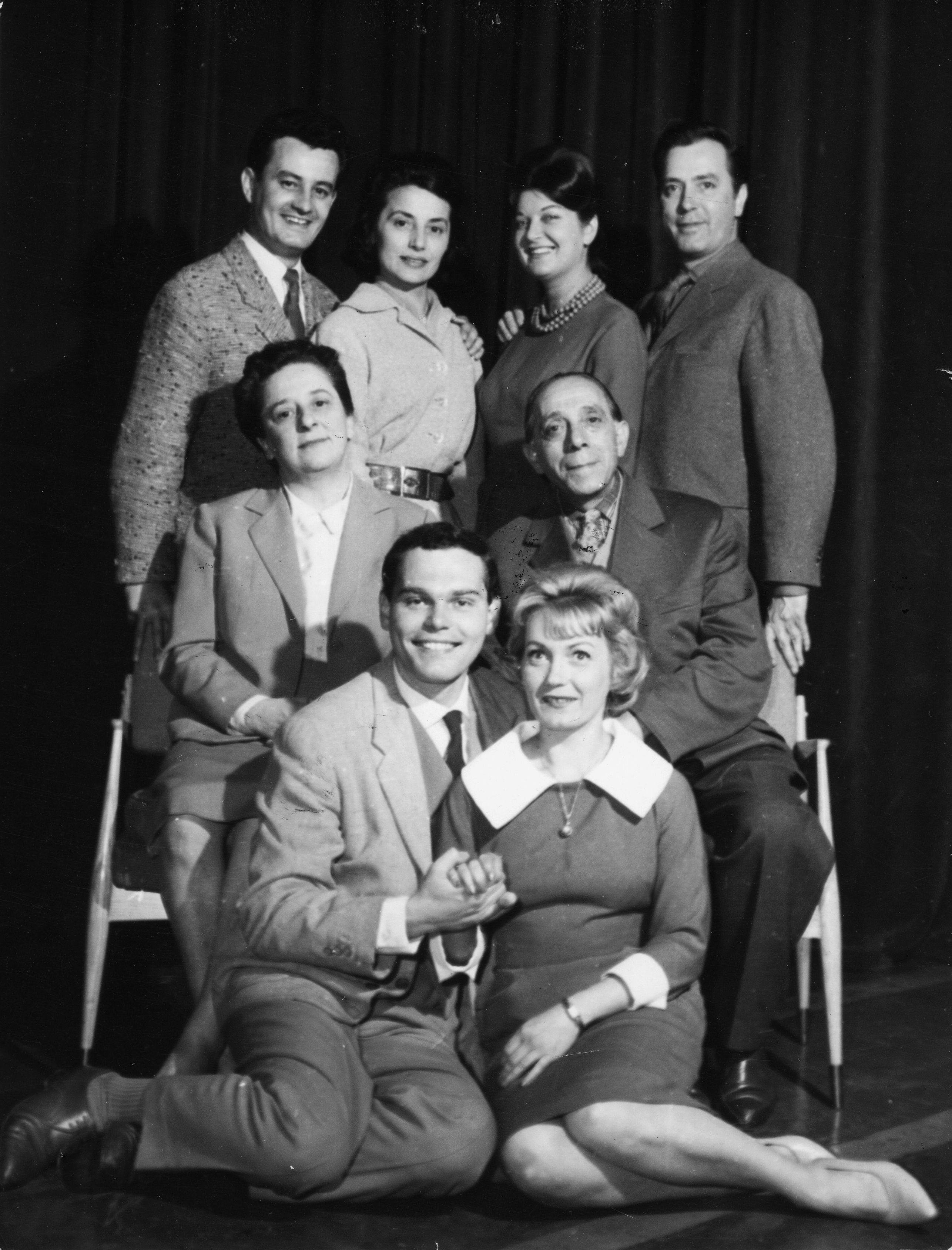
Dans une création radiophonique avec d'autres acteurs : Garics János (hu), Irén Sütő (de), Erzsi Balogh (eo), Gyula Benkő, Ernő Szabó et Vörösmarty Lili (hu)
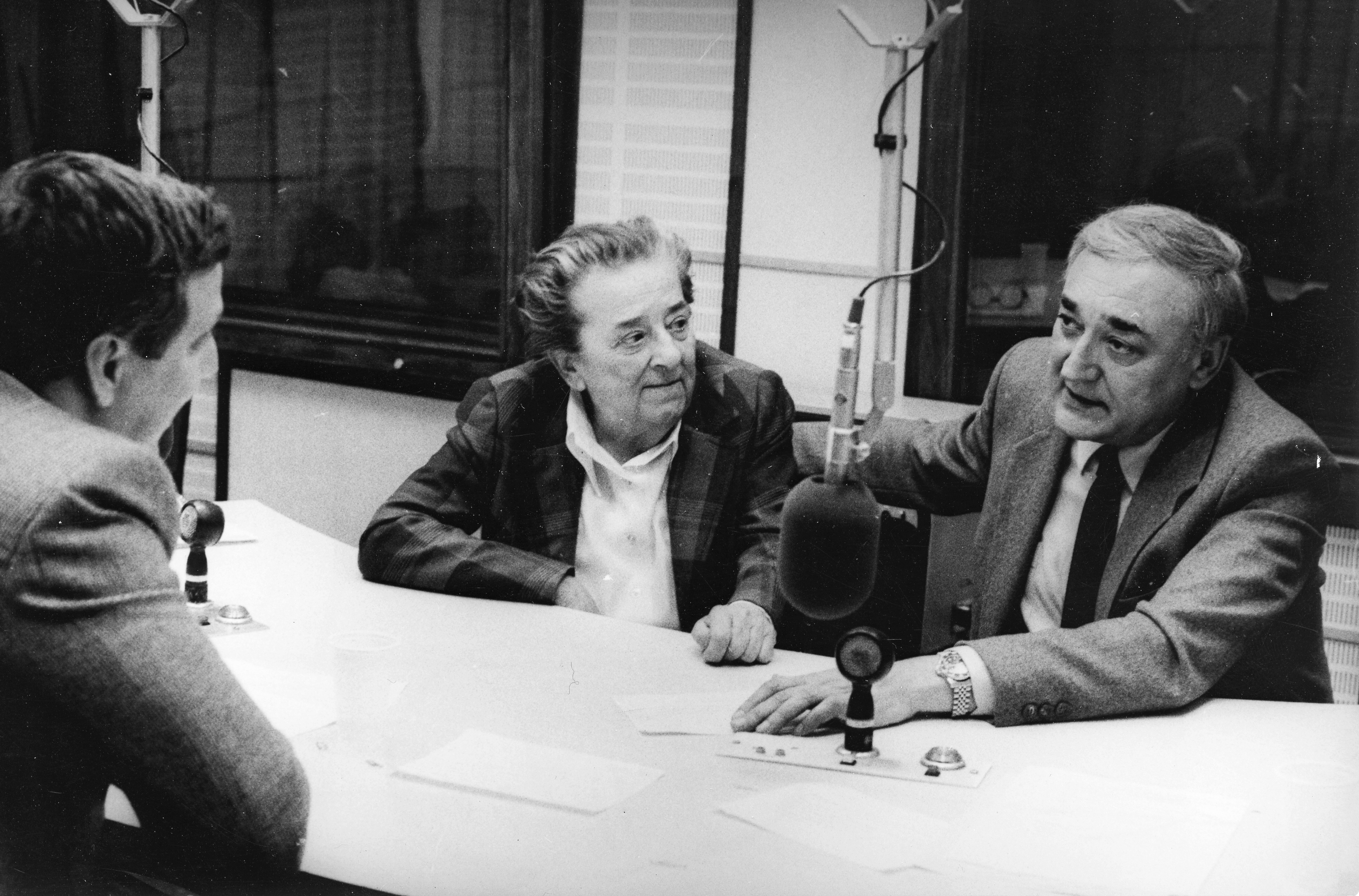

## Filmographie
- 1956 : Le Professeur Hannibal
- 1965 : Vacances avec Piroschka
- 1970 : Les Enquêteurs associés
- 1977 : Mathieu l'Astucieux

## Crédit d'auteurs
- (en) Cet article est partiellement ou en totalité issu de l’article de Wikipédia en anglais intitulé « Hilda Gobbi » (voir la liste des auteurs).